# Мокасей-Шибинский, Григорий Григорьевич
Григорий Григорьевич Мокасей-Шибинский (1854—1920) — российский военный деятель, командующий Отдельным корпусом пограничной стражи (1917—1918), генерал-лейтенант.
Окончил 2-ю Киевскую классическую гимназию. В армии с февраля 1876 года, поступил рядовым в Преображенский лейб-гвардии полк. Участвовал в русско-турецкой войне 1877—1878. В 1879 год произведен в офицеры. В пограничной страже с 4 января 1881 года, отрядный офицер Волынской бригады. Служил в Камышинском отряде и Санкт-Петербургской бригаде. С 1893 года — в штабе ОКПС, с 1914 — помощник командира, а с марта 1917 года — его командир. С установлением Советской власти назначен начальником Главного управления пограничной охраны при Наркомате финансов (март 1918), однако 6 сентября 1918 года уволен.
Умер в 1920 году, обстоятельства смерти неизвестны. Похороны проводились за счёт Советской Республики (из автобиографии его сына капитана 2 ранга Владимира Григорьевича).

## Награды
- знак отличия Военного ордена (1878)
- орден Святого Станислава 3-й степени (1884)
- орден Святой Анны 3-й степени (1890)
- орден Святого Станислава 2-й степени (1897)
- орден Святой Анны 2-й степени (1901)
- орден Святого Владимира 4-й степени (1903)
- орден Святого Владимира 3-й степени (1904)